# Майкл-Рей Пальярес Гонсалес
Майкл-Рей Пальярес Гонсалес (нар. 15 грудня 1980) — колишній домініканський тенісист.
Найвищу одиночну позицію світового рейтингу — 1183 місце досяг 31 січня 2005, парну — 1157 місце — 8 жовтня 2012 року.

## Професійна кар'єра

### Тур ATP

#### Парний розряд: (1 Поразка)
| Легенда                  |
| ------------------------ |
| Тур ATP Челленджер (0–0) |
| ITF Ф'ючерс (0–1)        |

| Результат | Ранг | Дата          | Турнір                 | Покриття | Партнер      | Суперники                    | Рахунок       |
| --------- | ---- | ------------- | ---------------------- | -------- | ------------ | ---------------------------- | ------------- |
| Поразка   | 1.   | 8 жовтня 2011 | Алжир F3 Алжир (місто) | Ґрунт    | Мерфі Паркер | Лукас Ястрауніґ Марк Верворт | 0–6, 6–7(3–7) |

### Кубок Девіса
Майкл-Рей Пальярес Гонсалес представляв Домініканську Республіку в матчах Зони Америки Кубка Девіса 2004, де зіграв один матч і здобув у ньому перемогу.

#### Кубок Девіса: Одиночний розряд (1-0)
| Розіграш                   | Раунд    | Дата           | Покриття   | Суперник            | W/L | Результат |
| -------------------------- | -------- | -------------- | ---------- | ------------------- | --- | --------- |
| Група II Зони Америки 2004 | півфінал | 11 квітня 2004 | Тверде (O) | Федеріко Сансонетті | W   | 6–3, 6-3  |